# Calendário UCI Feminino de 2019
O Calendário UCI Feminino de 2019 (oficialmente: Women Elite Ranking), também denominado Ranking UCI Feminino de 2019, começou a 29 de outubro na Costa Rica com o Grande Prêmio ICODER e finalizou a 20 de outubro na França com a Chrono des Nations.

## Equipas, carreiras e categorias
- Para a lista de equipas profissionais veja-se: Equipas

Nestas carreiras podem participar praticamente todas as equipas. As únicas limitações situam-se em que as equipas amadoras não podem participar nas carreiras do UCI World Tour Feminino de 2019 (as de maior categoria) e as equipas mistas só podem participar nas carreiras .2 (as de menor categoria).
Nos Campeonatos Continentais (CC) também podem pontuar todo o tipo de equipas e corredoras desse continente; e dependendo a legislação da sua federação continental também podem participar, sem poder pontuar, corredoras fora desse continente.

### Categorias
Fora do UCI World Tour Feminino de 2019 destacarão as 30 carreiras de categoria .1 (8 por etapas e 22 de um dia). No seguinte quadro mostram-se as carreiras com essa pontuação ordenado por países, para o resto das competições veja-se: Carreiras do Calendário UCI Feminino de 2019
| Carreira                                                                  | Categoria |
| ------------------------------------------------------------------------- | --------- |
| Santos Women's Tour                                                       | 2.1       |
| Cadel Evans Great Ocean Road Race                                         | 1.1       |
| Tour de Thüringe Feminino                                                 | 2.1       |
| BeNe Ladies Tour                                                          | 2.1       |
| Através de Flandres                                                       | 1.1       |
| Dwars door de Westhoek                                                    | 1.1       |
| Gooik-Geraardsbergen-Gooik                                                | 1.1       |
| Lotto Belgium Tour                                                        | 2.1       |
| Omloop Het Nieuwsblad-vrouwen elite / Circuit Het Nieuwsblad-Femmes Elite | 1.1       |
| SPAR Flanders Diamond Tour                                                | 1.1       |
| Spar-Omloop van het Hageland-Tielt-Winge                                  | 1.1       |
| Troféu Maarten Wynants                                                    | 1.1       |
| Grand Prix Cycliste de Gatineau - RR                                      | 1.1       |
| Grand Prix Cycliste de Gatineau - ITT                                     | 1.1       |
| Volta a Burgos Féminas                                                    | 2.1       |
| Winston Salem Cycling Classic                                             | 1.1       |

| Carreira                                               | Categoria |
| ------------------------------------------------------ | --------- |
| Independence Cycling Classic                           | 1.1       |
| La Classique Morbihan                                  | 1.1       |
| Grande Prêmio de Plumelec-Morbihan Feminino            | 1.1       |
| Chrono Champenois-Trophée Européen                     | 1.1       |
| Chrono des Nations                                     | 1.1       |
| Giro do Trentino Alto Adige-Südtirol                   | 1.1       |
| Giro de Emília Feminino                                | 1.1       |
| Grande Prêmio Bruno Beghelli Feminino                  | 1.1       |
| Festival Luxemburguês de Ciclismo Feminino Elsy Jacobs | 2.1       |
| EPZ Omloop van Borsele                                 | 1.1       |
| Tour da Polónia Feminino                               | 2.1       |
| Tour de Yorkshire                                      | 1.1       |
| 947 Cycle Challenge                                    | 1.1       |
| Tour da Tailândia                                      | 2.1       |

Ademais, ao igual que nos Circuitos Continentais UCI, também pontuam os campeonatos nacionais de estrada e contrarrelógio (CN) bem como o Campeonato Mundial (CM) desse ano.

## Calendário
- Para as carreiras de máxima categoria veja-se: UCI World Tour Feminino de 2019

As seguintes carreiras que integravam  o calendário UCI Feminino dec2019 (actualizado pela UCI a outubro de 2018), ainda que o calendário podia sofrer modificações ao longo da temporada com a inclusão de novas carreiras ou exclusão de outras.
| Calendário UCI Feminino de 2019 | Calendário UCI Feminino de 2019 | Calendário UCI Feminino de 2019                                            | Calendário UCI Feminino de 2019 | Calendário UCI Feminino de 2019 |
| Data                            | País                            | Corrida                                                                    | Vencedor                        |                                 |
| ------------------------------- | ------------------------------- | -------------------------------------------------------------------------- | ------------------------------- | ------------------------------- |
| 29 out.                         | Costa Rica                      | Grande Prêmio ICODER                                                       | Maria Jose Vargas               |                                 |
| 30 out.                         | Costa Rica                      | Gran Premio Comite Olimpico Nacional Femenino                              | Marcela Prieto                  |                                 |
| 2 – 4 nov.                      | Costa Rica                      | Vuelta Femenina Internacional a Costa Rica                                 | Liliana Moreno                  |                                 |
| 10 – 13 jan.                    | Austrália                       | Santos Women's Tour                                                        | Amanda Spratt                   |                                 |
| 19 jan.                         | Nova Zelândia                   | Gravel and Tar La Femme                                                    | Brodie Chapman                  |                                 |
| 26 jan.                         | Austrália                       | Cadel Evans Great Ocean Road Race Women                                    | Arlenis Sierra                  |                                 |
| 30 – 31 jan.                    | Austrália                       | Herald Sun Tour Feminino                                                   | Lucy Kennedy                    |                                 |
| 9 fev.                          | Turquia                         | Grande Prêmio de Gazipaşa feminino                                         | Ina Savenka                     |                                 |
| 10 fev.                         | Turquia                         | Grande Prêmio de Alanya feminino                                           | Tatsiana Sharakova              |                                 |
| 10 fev.                         | Espanha                         | Volta à Comunidade Valenciana Feminina                                     | Lotte Kopecky                   |                                 |
| 21 – 24 fev.                    | Espanha                         | Semana Ciclista Valenciana                                                 | Clara Koppenburg                |                                 |
| 1 mar.                          | Israel                          | Scorpions' Pass TT                                                         | Antri Christoforou              |                                 |
| 2 mar.                          | Bélgica                         | Omloop Het Nieuwsblad feminino                                             | Chantal Blaak                   |                                 |
| 2 mar.                          | Israel                          | Tour of Arava                                                              | Rotem Gafinovitz                |                                 |
| 3 mar.                          | Bélgica                         | Omloop van het Hageland                                                    | Marta Bastianelli               |                                 |
| 5 mar.                          | Bélgica                         | Le Samyn des Dames                                                         | Jip van den Bos                 |                                 |
| 9 mar.                          | Turquia                         | Grand Prix Velo Alanya WE                                                  | Olena Sharha                    |                                 |
| 10 mar.                         | Bélgica                         | Omloop van de Westhoek-Memorial Stive Vermaut                              | cancelado                       |                                 |
| 15 mar.                         | Países Baixos                   | Drentse Acht van Westerveld                                                | Audrey Cordon-Ragot             |                                 |
| 20 mar.                         | Bélgica                         | Nokere Koerse feminina                                                     | Lorena Wiebes                   |                                 |
| 29 mar.                         | Chipre                          | Aphrodite Cycling Race ITT                                                 | Olga Zabelinskaya               |                                 |
| 30 mar.                         | Chipre                          | Aphrodite's Sanctuary Cycling Race                                         | Olga Zabelinskaya               |                                 |
| 3 abr.                          | Bélgica                         | Através de Flandres feminina                                               | Ellen van Dijk                  |                                 |
| 4 – 7 abr.                      | Estados Unidos                  | Joe Martin Stage Race Women                                                | Chloé Dygert                    |                                 |
| 8 abr.                          | Bélgica                         | Grand Prix de Dottignies                                                   | cancelado                       |                                 |
| 8 – 10 abr.                     | Tailândia                       | Tour da Tailândia feminino                                                 | Jutatip Maneephan               |                                 |
| 10 – 14 abr.                    | Países Baixos                   | Bloeizone Fryslân Tour                                                     | Lisa Klein                      |                                 |
| 17 abr.                         | Bélgica                         | Flecha Brabanzona Feminina                                                 | Sofie De Vuyst                  |                                 |
| 25 abr.                         | Itália                          | GP Liberazione women                                                       | cancelado                       |                                 |
| 27 abr.                         | Países Baixos                   | Omloop van Borsele                                                         | Lorena Wiebes                   |                                 |
| 1 – 5 mai.                      | Estados Unidos                  | Tour de Gila feminino                                                      | Brodie Chapman                  |                                 |
| 2 – 5 mai.                      | Chéquia                         | Gracia-Orlová                                                              | Marta Bastianelli               |                                 |
| 3 – 4 mai.                      | Reino Unido                     | Tour de Yorkshire feminino                                                 | Marianne Vos                    |                                 |
| 8 – 10 mai.                     | Suécia                          | Tour of Uppsala                                                            | Sara Mustonen                   |                                 |
| 10 – 12 mai.                    | Luxemburgo                      | Festival Luxemburguês de Ciclismo Feminino Elsy Jacobs                     | Lisa Brennauer                  |                                 |
| 12 mai.                         | Bélgica                         | Trofee Maarten Wynants                                                     | Elisa Balsamo                   |                                 |
| 12 mai.                         | Hungria                         | V4 Ladies Séries                                                           | Polina Kirillova                |                                 |
| 16 – 19 mai.                    | Espanha                         | Volta a Burgos Féminas                                                     | Stine Borgli                    |                                 |
| 17 mai.                         | Venezuela                       | Tour Femenino de Venezuela                                                 | Angie González                  |                                 |
| 18 – 19 mai.                    | Venezuela                       | Tour Femenino de Venezuela II                                              | Lilibeth Chacón                 |                                 |
| 20 mai.                         | Espanha                         | Durango-Durango Emakumeen Saria                                            | Lucy Kennedy                    |                                 |
| 21 mai.                         | China                           | Tour of Zhoushan Island I                                                  | Nguyễn Thị Thật                 |                                 |
| 22 – 23 mai.                    | China                           | Tour of Zhoushan Island II                                                 | Thi Thu Mai Nguyễn              |                                 |
| 23 mai.                         | Ucrânia                         | Kyiv Olimpic Ring Women Race                                               | Hanna Tserakh                   |                                 |
| 24 – 25 mai.                    | Tailândia                       | The 60th Anniversary Thai Cycling Association                              | Yumi Kajihara                   |                                 |
| 25 mai.                         | Ucrânia                         | Horizon Park Women Challenge                                               | cancelado                       |                                 |
| 26 mai.                         | China                           | Tour de Taiyuan                                                            | Arianna Fidanza                 |                                 |
| 26 mai.                         | Tailândia                       | The 60th Anniversary Thai Cycling Association - The Golden Era Celebration | Jutatip Maneephan               |                                 |
| 26 mai.                         | Ucrânia                         | VR Women ITT                                                               | Valeriya Kononenko              |                                 |
| 26 mai.                         | Suíça                           | SwissEver GP Cham-Hagendorn                                                | Julie Norman Leth               |                                 |
| 27 mai.                         | Estados Unidos                  | Winston-Salem Cycling Classic Women                                        | Leigh Ann Ganzar                |                                 |
| 28 mai. – 2 jun.                | Alemanha                        | Volta a Turíngia feminino                                                  | Kathrin Hammes                  |                                 |
| 31 mai.                         | França                          | La Classique Morbihan                                                      | Christine Majerus               |                                 |
| 1 jun.                          | França                          | Grand Prix du Morbihan Féminin                                             | Cecilie Uttrup Ludwig           |                                 |
| 2 jun.                          | Bélgica                         | Gooik-Geraardsbergen-Gooik                                                 | cancelado                       |                                 |
| 5 – 9 jun.                      | França                          | Tour de Bretagne féminin                                                   | Audrey Cordon-Ragot             |                                 |
| 5 – 9 jun.                      | Guatemala                       | Vuelta Femenina a Guatemala                                                | Liliana Moreno                  |                                 |
| 6 jun.                          | Canadá                          | Grande Prêmio Ciclista de Gatineau                                         | Leah Kirchmann                  |                                 |
| 7 jun.                          | Eslovénia                       | Nagrada Ljubljane TT                                                       | Marlen Reusser                  |                                 |
| 7 jun.                          | Canadá                          | Chrono Gatineau                                                            | Amber Neben                     |                                 |
| 8 jun.                          | Países Baixos                   | Omloop van de IJsseldelta                                                  | Marta Tagliaferro               |                                 |
| 9 jun.                          | Bélgica                         | Dwars door de Westhoek                                                     | Elisa Balsamo                   |                                 |
| 12 – 16 jun.                    | Estados Unidos                  | North Star Grand Prix Women                                                | cancelado                       |                                 |
| 16 jun.                         | Bélgica                         | Diamond Tour                                                               | Lorena Wiebes                   |                                 |
| 6 jul.                          | Hungria                         | V4 Ladies Series Restart Zalaegerszeg                                      | Olga Shekel                     |                                 |
| 7 jul.                          | Canadá                          | White Spot / Delta Road Race                                               | Alison Jackson                  |                                 |
| 11 – 14 jul.                    | Chéquia                         | Tour de Feminin - O cenu Ceskeho Svycarska                                 | Vita Heine                      |                                 |
| 12 jul.                         | Estados Unidos                  | Chrono Kristin Armstrong (women)                                           | Chloé Dygert                    |                                 |
| 18 – 21 jul.                    | Bélgica                         | BeNe Ladies Tour                                                           | Lisa Klein                      |                                 |
| 25 – 28 jul.                    | França                          | Tour Pyrénées-Méditerranée                                                 | cancelado                       |                                 |
| 30 jul.                         | Espanha                         | Emakumeen Nafarroako Klasikoa                                              | Ashleigh Moolman Pasio          |                                 |
| 1 ago.                          | Espanha                         | Clasica Femenina Navarra                                                   | Sarah Roy                       |                                 |
| 1 – 2 ago.                      | França                          | Kreiz Breizh Elites feminina                                               | Teniel Campbell                 |                                 |
| 3 ago.                          | Bélgica                         | Erondegemse Pijl                                                           | Monique van de Ree              |                                 |
| 3 ago.                          | Espanha                         | Clássica de San Sebastián feminina                                         | Lucy Kennedy                    |                                 |
| 5 ago.                          | Costa Rica                      | Clasica CRC 506                                                            | Andrea Ramírez Fregoso          |                                 |
| 6 ago.                          | Costa Rica                      | Clasica Esencial Costa Rica                                                | Andrea Ramírez Fregoso          |                                 |
| 9 – 11 ago.                     | Costa Rica                      | Vuelta Femenina Internacional a Costa Rica                                 | Marcela Prieto                  |                                 |
| 9 – 11 ago.                     | Reino Unido                     | Women's Tour of Scotland                                                   | Leah Thomas                     |                                 |
| 11 ago.                         | Bélgica                         | MerXem Classic                                                             | Lotte Kopecky                   |                                 |
| 17 ago.                         | Bélgica                         | Flanders Ladies Classic-Sofie De Vuyst                                     | Julie Van de Velde              |                                 |
| 18 ago.                         | França                          | La Périgord Ladies                                                         | Coralie Demay                   |                                 |
| 21 ago.                         | Países Baixos                   | Veenendaal Veenendaal Classic Feminina                                     | cancelado                       |                                 |
| 22 – 25 ago.                    | Estados Unidos                  | Colorado Classic                                                           | Chloé Dygert                    |                                 |
| 30 ago.                         | França                          | La Picto-Charentaise                                                       | Gladys Verhulst                 |                                 |
| 6 – 8 set.                      | Itália                          | Giro della Toscana Int. Femminile - Memorial Michela Fanini                | Arlenis Sierra                  |                                 |
| 7 set.                          | China                           | Scenic Avenue International Race I                                         | Sun Jiajun                      |                                 |
| 8 set.                          | China                           | Scenic Avenue International Race II                                        | Sun Jiajun                      |                                 |
| 8 set.                          | França                          | Chrono Champenois-Trophée Européen                                         | Vita Heine                      |                                 |
| 8 set.                          | França                          | Grand Prix de Fourmies féminin                                             | Nguyễn Thị Thật                 |                                 |
| 10 – 13 set.                    | Bélgica                         | Tour da Bélgica feminino                                                   | Mieke Kröger                    |                                 |
| 13 – 19 set.                    | França                          | Tour Cycliste Féminin International de l'Ardèche                           | Marianne Vos                    |                                 |
| 22 set.                         | França                          | Grande Prêmio de Isbergues Feminino                                        | Christine Majerus               |                                 |
| 5 out.                          | Itália                          | Giro de Emília Feminino                                                    | Demi Vollering                  |                                 |
| 6 out.                          | Itália                          | Grande Prêmio Bruno Beghelli Feminino                                      | Marta Bastianelli               |                                 |
| 17 out.                         | China                           | Tour du Nanxijiang                                                         | Sun Jiajun                      |                                 |
| 20 out.                         | França                          | Chrono des Nations feminina                                                | Leah Thomas                     |                                 |

## Classificações Finais (UCI World Ranking Feminino)
- Não existe uma classificação exclusiva deste calendário. No Ranking UCI Feminino incluem-se as 23 carreiras do UCI World Tour Feminino de 2019. Esta classificação baseia-se nos resultados das últimas 52 semanas de acordo com o sistema "rolling", mesmo sistema que o Ranking ATP e Ranking WTA de tênis.

Estas são as classificações provisórias a data:

### Individual
| Posição | Corredor             | Equipa               | Pontos |
| ------- | -------------------- | -------------------- | ------ |
| 1.ª     | Lorena Wiebes        | Parkhotel Valkenburg | 2259   |
| 2.ª     | Marianne Vos         | CCC-Liv              | 2208   |
| 3.ª     | Annemiek van Vleuten | Mitchelton Scott     | 1946   |
| 4.ª     | Marta Bastianelli    | Virtu Cycling Women  | 1819   |
| 5.ª     | Anna van der Breggen | Boels Dolmans        | 1411   |
| 6.ª     | Amy Pieters          | Boels Dolmans        | 1403   |
| 7.ª     | Katarzyna Niewiadoma | Canyon Sram Racing   | 1268   |
| 8.ª     | Amanda Spratt        | Mitchelton Scott     | 1220   |
| 9.ª     | Christine Majerus    | Boels Dolmans        | 1198   |
| 10.ª    | Lisa Klein           | Canyon Sram Racing   | 1077   |

### Classificação por equipas
Esta classificação calcula-se somando os pontos das cinco melhores corredoras da cada equipa. As equipas com o mesmo número de pontos classificam-se de acordo a seu corredora melhor classificado.
| Posição | Equipa               | Pontos |
| ------- | -------------------- | ------ |
| 1.º     | Boels Dolmans        | 5647   |
| 2.º     | Sunweb               | 4740   |
| 3.º     | Mitchelton Scott     | 4369   |
| 4.º     | Canyon Sram Racing   | 4217   |
| 5.º     | Trek-Segafredo Women | 4088   |

| Posições desde o 6º até 10º | Posições desde o 6º até 10º | Posições desde o 6º até 10º |
| Posição                     | Equipa                      | Pontos                      |
| --------------------------- | --------------------------- | --------------------------- |
| 6.º                         | CCC-Liv                     | 3953                        |
| 7.º                         | Parkhotel Valkenburg        | 3912                        |
| 8.º                         | Virtu Cycling Women         | 3177                        |
| 9.º                         | WNT-Rotor                   | 3090                        |
| 10.º                        | Bigla                       | 2461                        |

### Países
A classificação por países calcula-se somando os pontos das cinco melhores corredoras da cada país. Os países com o mesmo número de pontos classificam-se de acordo a seu corredora melhor classificado.
| Posição | País           | Pontos  |
| ------- | -------------- | ------- |
| 1.º     | Países Baixos  | 9228    |
| 2.°     | Itália         | 5380,33 |
| 3.º     | Alemanha       | 3195,24 |
| 4.º     | Estados Unidos | 2995,49 |
| 5.º     | Austrália      | 2926,34 |